# Sclerodactylidae
De Sclerodactylidae zijn een familie van zeekomkommers uit de orde Dendrochirotida.

## Geslachten
- Afrocucumis Deichmann, 1944
- Apentamera Deichmann, 1941
- Athyone Deichmann, 1941
- Cladolabes Brandt, 1835
- Clarkiella Heding in Heding & Panning, 1954
- Coronatum Martins & Souto, 2012
- Deichmannia Cherbonnier, 1958
- Engeliella Cherbonnier, 1968
- Eupentacta Deichmann, 1938
- Euthyonidiella Heding & Panning, 1954
- Globosita Cherbonnier, 1958
- Havelockia Pearson, 1903
- Neopentamera Deichmann, 1941
- Lisacucumis (Deichmann, 1941)
- Ohshimella Heding & Panning, 1954
- Pachythyone Deichmann, 1941
- Pseudothyone Panning, 1949
- Sclerodactyla Ayres, 1851
- Sclerothyone Thandar, 1989
- Temparena Thandar, 1989
- Thandarum Martinez & Brogger, 2012